# Husni Mubarak

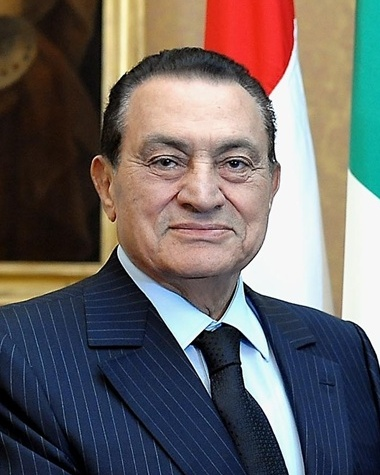
Husni Mubarak (2009)

Muhammad Husni Mubarak, auch Mohamed Hosny Mubarak (arabisch محمد حسني مبارك, DMG Muḥammad Ḥusnī Mubārak; * 4. Mai 1928 in Musaliha, Gouvernement al-Minufiyya; † 25. Februar 2020 in Kairo), war vom 14. Oktober 1981 bis zum 11. Februar 2011 der autokratisch regierende Staatspräsident der Arabischen Republik Ägypten. Im Zuge der Proteste während des Arabischen Frühlings 2010/11, bei denen in Ägypten etwa 850 Demonstranten ums Leben kamen, trat er zurück. Im Zusammenhang mit der tödlichen Gewalt gegen Demonstranten wurde er Anfang Juni 2012 zu einer lebenslangen Haftstrafe verurteilt. Im August 2013 ordnete ein ägyptisches Strafgericht an, Mubarak aus der Haft zu entlassen. Am 2. März 2017 wurde er vom obersten Berufungsgericht Ägyptens freigesprochen und am 24. März 2017 mit der Auflage aus dem Armeekrankenhaus entlassen, Ägypten nicht zu verlassen.

## Leben

### Frühe Jahre
Mubarak trat nach seiner Schulausbildung in die Ägyptischen Streitkräfte ein und machte seinen Abschluss an der Militärakademie in Kairo am 2. Februar 1949. Danach folgte der Eintritt in die Luftwaffenakademie in Bilbeis und er wurde am 13. März 1950 Offizier der Luftstreitkräfte. In den 1950er Jahren war er für zwei Jahre Pilot in Spitfire-Staffeln und Ausbilder an der Luftwaffenakademie. Von Februar 1959 bis Juni 1961 nahm er an der Frunse-Militärakademie und an einer Jetpilotenausbildung in der Sowjetunion teil. In den folgenden Jahren wurde er Staffelführer und Geschwaderführer in verschiedenen Einheiten und nahm als Kampfflieger an Einsätzen im Nordjemenitischen Bürgerkrieg teil. Im Oktober 1968 wurde er Kommandeur der West-Cairo Airbase und am 17. November 1967 Kommandeur der Luftwaffenakademie. 1969 wurde er zum Stabschef ernannt und später Oberbefehlshaber der ägyptischen Luftstreitkräfte. Mubarak kämpfte im Jom-Kippur-Krieg 1973 und wurde zum Air Chief Marshal befördert. Im April 1975 wurde er Vizepräsident. 1979 wurde er von Präsident Anwar as-Sadat zu den Friedensgesprächen mit Israel entsandt.

### Machtübernahme und Herrschaft
Nach der Ermordung Sadats durch die Organisation al-Dschihad wurde Mubarak am 14. Oktober 1981 Staats- und Ministerpräsident Ägyptens. Bis Februar 2011 regierte er Ägypten im Ausnahmezustand, den er während seiner gesamten Regierungszeit immer wieder verlängerte. Im Februar 2011 wurde er durch die Revolution in Ägypten gestürzt.

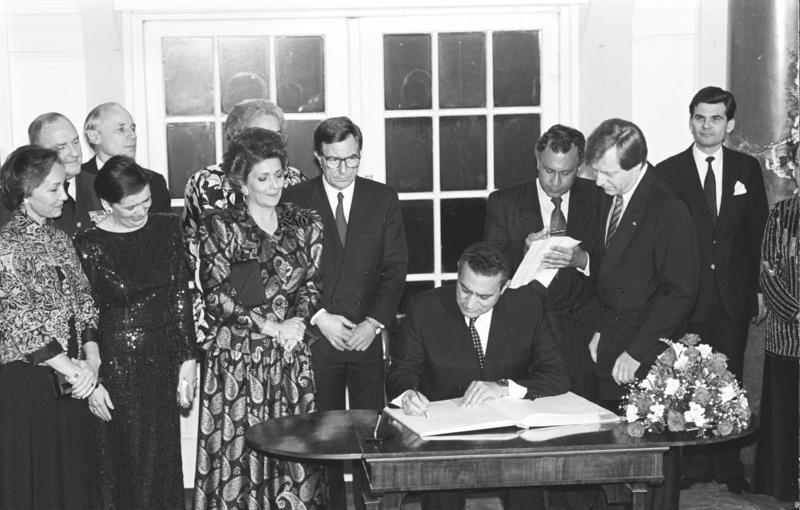
Bei einem Besuch in West-Berlin trägt sich Mubarak im Gästebuch der Stadt ein (1989).

1983 war er auf Staatsbesuch in Peking. Die Rolle Ägyptens war nach der Annäherung an Israel durch Sadat in der arabischen Welt geschwächt. Unter Mubarak wurde Ägypten im Mai 1989 wieder Mitglied in der Arabischen Liga, gab seine Haltung im Nahen Osten und die Beziehungen zu Israel aber nicht auf.
Mubarak regierte autokratisch und stützte sich auf die Vertreter der „Oktobergeneration“ („Dschil Uktubar“). Grundlage seiner Macht war bis zuletzt die Armee, die sich als Bewahrerin der nationalen Identität, der Unabhängigkeit und der Stabilität versteht. Mubarak suchte seit seinem Amtsantritt ein Gleichgewicht zwischen den Ideologien und sozialen Gruppen herzustellen und auf diese Weise sein Regime zu festigen. Um islamistische Gegenbewegungen zu bekämpfen, erklärte er „Demokratie“ und „Pluralismus“ zu Zielen seiner Regierung. Es gab in Ägypten allerdings nur so viel Opposition, wie Mubarak gestattete. Selbst die Aufstellung der Wahllisten zur ägyptischen Volksvertretung bedurfte der Absegnung durch die präsidententreue Mehrheit im Parlament, es traten also auch für die Oppositionsparteien nur „handverlesene“ Kandidaten an.
In seinen ersten Regierungsjahren erweiterte er den Spielraum der Opposition in Presse und Parlament. Gleichzeitig hielt Mubarak die Allianz mit den konservativen Geistlichen der Azhar-Universität aufrecht, weil er auf ihren mäßigenden Einfluss zählte. Politische Gegner und Kritiker sprachen von einer Scheindemokratie, weil Mubarak trotz einiger Zugeständnisse an seinem autokratischen Regierungsstil festhielt.
Am 26. Juni 1995 wurde seine Wagenkolonne bei der Fahrt zum Gipfeltreffen der Organisation für Afrikanische Einheit (OAU) in Äthiopiens Hauptstadt Addis Abeba beschossen. Mubarak blieb dabei unverletzt. Nach Einschätzung der BBC gab es während Mubaraks Präsidentschaft insgesamt sechs Attentatsversuche auf ihn.
Wirtschaftspolitisch orientierte sich Mubarak an wirtschaftsliberalen Konzeptvorschlägen des Internationalen Währungsfonds (IWF) und der Weltbank. Oppositionsgruppen wurden unterdrückt. Die Muslimbruderschaft hatte einen halblegalen Status inne, ihre Aktivitäten und Abgeordnete wurden teils geduldet, teils verfolgt. Seit den 1990er Jahren kam es wiederholt zu Anschlägen islamistischer Extremisten auf Touristen, Kopten, staatliche Amtsträger und Mubarak selbst (1994, 1996). In den 2000er Jahren erhöhte sich der innenpolitische Druck, unter anderem aufgrund der Unzufriedenheit mit der mangelnden demokratischen Teilhabemöglichkeit in der Gesellschaft für viele Menschen sowie wegen der Korruption, der schlechten Arbeitsbedingungen, der großen Armut und der Arbeitslosigkeit in Ägypten.
Ende 2004 gelang der Opposition die erste Demonstration in der Mubarak-Zeit, die ein Ende des Regimes forderte. Dies führte zur Gründung der Kifaja-Bewegung, gegen die Geheimdienst und Polizei unter anderem mit Verhaftungen reagierten. Nach einer auf Druck der Bewegung zustande gekommenen, allerdings nur geringfügigen, Verfassungsergänzung fand im September 2005 in Ägypten erstmals eine Präsidentenwahl mit mehreren Kandidaten statt. Die Wahl war von Berichten über Wahlmanipulationen überschattet und die Wahlbeteiligung war gering (23 %), wohl weil viele Wahlberechtigte nicht an eine faire Wahl glaubten. Mubarak wurde laut offiziellen Angaben mit 88,6 Prozent der Stimmen für seine fünfte Amtszeit gewählt.
Im März 2010 ließ Mubarak in Deutschland seinen Magenkrebs operieren, was (auch angesichts seiner Alters von fast 82 Jahren) Spekulationen über seinen Gesundheitszustand und eine eventuelle Amtsaufgabe auslöste. 
Er trat am 11. Februar 2011 während der Volksproteste im Zuge des arabischen Frühlings von allen Ämtern zurück.

### Unterstützung durch den Westen

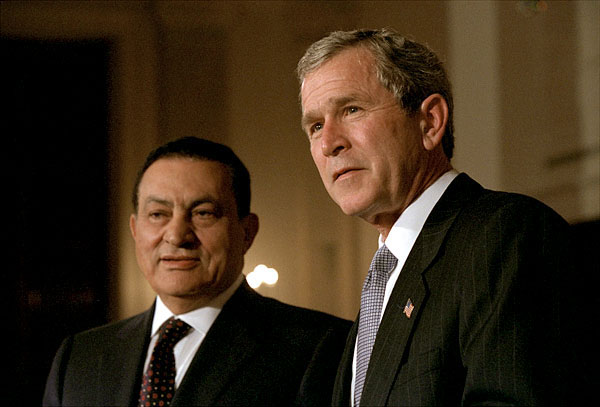
Mubarak und US-Präsident George W. Bush (2002).

Das Mubarak-Regime wurde vom Westen – von den USA, Israel wie auch der Europäischen Union – gestützt. Hauptgrund dafür ist die Tatsache, dass Ägypten 1979 als erster arabischer Staat einen Friedensvertrag mit Israel schloss (der Israelisch-jordanische Friedensvertrag folgte 1994) und damit eine berechenbare Größe in der Krisenregion Nahost darstellt. Für die westliche Diplomatie war das System Mubarak darüber hinaus ein möglicher Verbündeter à la mode gegen bestehende und potentielle islamistische Bewegungen. Besonders die Bewegung der Muslimbruderschaft wurde in Ägypten unterdrückt.
Die Beziehungen zwischen Deutschland und Mubaraks Ägypten galten als ungetrübt. Aufgrund seiner strategischen Lage im Nahen Osten war das Land ein Schwerpunkt deutscher diplomatischer Aktivität. Pro Jahr zahlte Berlin im Durchschnitt 64 Millionen Euro. Von den USA erhielt Mubarak 1,3 Milliarden Dollar Militärhilfe pro Jahr sowie Wirtschaftshilfe in Höhe von 700 Millionen Dollar. Sowohl während der Proteste 2011, welche zu diesem Zeitpunkt bereits über tausend tote Demonstranten forderten, als auch während der folgenden Militärregierung, wurde die Zahlung der Militärhilfe durch die USA nicht eingestellt.

### Vermögen und Korruptionsvorwürfe
Nach einer Schätzung der algerischen Zeitung Al Khabar von 2010 beträgt das Vermögen der Familie Mubaraks rund 40 Milliarden US-Dollar, was vom Leiter des Basel Institute on Governance als realistisch eingeschätzt wird. Mubarak selbst soll während seiner Regierungszeit ein Vermögen von 10 Milliarden US-Dollar angehäuft und großteils ins Ausland verbracht haben. In einer Schätzung von anderen Experten wird das Vermögen der Familie Mubarak sogar mit 70 Milliarden US-Dollar beziffert. US-Regierungsbeamte halten die Zahl laut der New York Times für übertrieben und gehen hingegen von zwei bis drei Mrd. US-Dollar aus. Das Vermögen von Mubaraks Familie wurde, z. B. über Investmentbanken und Private-Equity-Anlagen umfangreich verschleiert, weswegen die verschiedenen Schätzungen weit auseinandergehen und als unzuverlässig gelten. Konsens ist jedoch, dass es sich um ein Milliardenvermögen handelt. In diesem Zusammenhang werden Korruptionsvorwürfe gegen Husni Mubarak wie auch allgemein gegen führende Regimemitglieder erhoben.
Die größte Quelle der Korruptionsgelder bilden nach Recherchen von Antikorruptionsexperten die Privatisierungen von Staatsunternehmen und Ländereien insbesondere in den 1990er Jahren. Die Unternehmen wurden dabei intransparent und deutlich unter Wert verkauft. Außerdem soll das Vermögen durch Insiderhandel mit Staatsanleihen und kostenlose Anteile an Industrie- und Handelskonzernen vermehrt worden sein.
Am Tag des Rücktritts von Mubarak am 11. Februar 2011 beschloss der Schweizer Bundesrat, alle möglichen Vermögenswerte Mubaraks und seines Umfeldes in der Schweiz mit sofortiger Wirkung zu sperren, um eine Veruntreuung von staatlichem ägyptischem Eigentum zu vermeiden. Davon betroffen sind zwölf Personen: Hosni Mubarak und seine Frau, ihre beiden Söhne und deren Ehefrauen, der Bruder von Mubaraks Frau sowie vier Ex-Minister und ein ehemaliger Organisationssekretär von Mubaraks Partei NDP. Am 16. Februar 2011 wurde die Liste um zwei weitere Personen  auf insgesamt 14 Personen ergänzt.

### Revolution in Ägypten und Rücktritt
Die Revolution in Tunesien 2010/2011, die am 17. Dezember 2010 begann, ermunterte viele Ägypter zu Demonstrationen. Am 25. Januar 2011 und den Folgetagen ereigneten sich in Ägypten die heftigsten Proteste seit Beginn der Präsidentschaft Mubaraks. Zehntausende Demonstranten taten ihren Unmut kund. Diese Protestbewegung war eine Neuheit im Land, zuvor kamen selten mehr als ein paar hundert Demonstranten zusammen, Kundgebungen wurden in der Regel schnell von der Polizei aufgelöst. Ursachen für die erhöhte Protestbereitschaft waren, wie in vielen anderen arabischen Staaten, der Unmut über das autoritäre Regime mit einem ausgeprägten Sicherheitsapparat, fehlende Mitsprachemöglichkeiten der Bürger, Korruption in Staat, Wirtschaft und Verwaltung, eine hohe Arbeitslosigkeit insbesondere der jüngeren Bevölkerung und eine wachsende Armut. Hinzu kamen eine Nahrungsmittelpreiskrise durch zunehmende Nachfrage und Spekulationen, und steigende Energiepreise.
Getragen wurden die Proteste von einer breitgefächerten Bewegung, der verschiedenste soziale Schichten abseits der Regimeelite, sowohl Linke als auch Bürgerliche, Säkulare als auch Christen und Muslime angehörten. Besonders groß war der Anteil junger Ägypter. Die fundamentalistische Muslimbruderschaft stand den Protesten passiv gegenüber und hatte keine Führungsrolle inne, einige ihrer jüngeren Mitglieder nahmen jedoch auch an den Protesten teil und nahmen dabei von einigen bisherigen fundamentalistischen Positionen Abstand.
Die Regierung Mubaraks war noch bis zuletzt vor allem von den USA, Europa und Israel gestützt worden. Als Hintergrund hierfür wurden hauptsächlich sicherheitspolitische Bedenken bei einer Übernahme der ägyptischen Regierung durch islamistische Oppositionelle sowie Mubaraks Vorgehen gegen islamistische Terroraktivitäten im Gaza-Streifen angesehen.
Nach heftigen Protesten mit zahlreichen Verletzten und Toten entließ Mubarak am 29. Januar 2011 das Kabinett und ernannte ein neues Kabinett. Zum neuen Ministerpräsidenten ernannte er Ahmad Schafiq, den ehemaligen Stabschef der Luftwaffe, zum Vizepräsidenten (zum ersten Mal seit Mubaraks Amtsantritt im Jahre 1981) seinen Vertrauten Omar Suleiman, bis dahin Chef des Geheimdienstes Dschihaz al-Muchabarat al-Amma. Gegen die Demonstranten wurden im Februar Schläger vom Geheimdienst eingesetzt. Außerdem wurden ab dem 3. Februar Internet und Mobilfunknetz abgeschaltet, um den Demonstranten die Kommunikation zu erschweren.
Am Abend des 1. Februar 2011, nachdem landesweit über drei Millionen Bürger in Ägypten gegen die Regierung demonstriert hatten, erklärte Mubarak im Staatsfernsehen, dass er bei den Wahlen im September des Jahres nicht wieder kandidieren werde.
In einer Rede am Abend des 10. Februar 2011 gab Mubarak trotz aller Rücktrittsforderungen bekannt, weiterhin im Amt zu bleiben. Er verkündete jedoch auch, seine Amtstätigkeiten bis zum Ende seiner Amtszeit an den neu ernannten Vizepräsidenten Omar Suleiman zu übergeben.
Am späten Nachmittag des 11. Februar 2011 verkündete Vizepräsident Suleiman, Mubarak habe sich aufgrund der anhaltenden Massenproteste zu einem vollständigen Rücktritt entschlossen und lege die Staatsgeschäfte in die Hände des Obersten Militärrates. Ein Staatsstreich des Militärs sei nicht auszuschließen.

### Ausreiseverbot, Verurteilung, Berufungsverfahren und Freilassung aus der Untersuchungshaft
Am 28. Februar 2011 wurde ein Ausreiseverbot für Mubarak, seine Frau Suzanne, seine beiden Söhne Gamal und Alaa sowie deren Ehefrauen verhängt. Außerdem wurde das Vermögen der Familie in Ägypten eingefroren.
Am 11. April 2011 wurde er von Ägyptens Generalstaatsanwaltschaft zur Stellungnahme zu Korruptionsvorwürfen vor ein Gericht in Kairo geladen. Kurz darauf wurde bekannt, dass er aufgrund gesundheitlicher Probleme in ein Krankenhaus im ägyptischen Scharm el-Scheich gebracht wurde. Am 13. April wurde er zum Zweck investigativer Befragung hinsichtlich von Vorwürfen der Korruption für 15 Tage inhaftiert.
Am 24. Mai 2011 erhob die ägyptische Staatsanwaltschaft Anklage gegen Mubarak, seine beiden Söhne Gamal und Alaa, den mit Mubarak eng verbandelten Geschäftsmann Hussein Salem sowie seinen ehemaligen Geheimdienstchef Hussein Kamal al-Din Ibrahim Salem.
Die Staatsanwaltschaft warf Mubarak Mittäterschaft an der Tötung von mehr als 800 Demonstranten während der Massenproteste 2011 vor und forderte die Todesstrafe. Weiterhin wurden ihm Machtmissbrauch und Veruntreuung von Staatsbesitz zur persönlichen Bereicherung unterstellt. Der Prozess gegen Husni Mubarak und seine beiden Söhne begann am 3. August 2011. Aufgrund der Erkrankung Mubaraks wurde der Prozess auf September 2011 vertagt.
Der Vorwurf der Korruption gegen Mubarak und zwei seiner Söhne wurde im Juni 2012 wegen Verjährung fallengelassen. Am 2. Juni 2012 wurde Mubarak in Ägypten zu lebenslanger Haft verurteilt. Das Gericht verurteilte Mubarak wegen unterlassener Verhinderung der tödlichen Gewalt gegen Demonstranten, sah die Anordnung von tödlicher Gewalt jedoch als nicht erwiesen an. Es sprach darüber hinaus Mubarak vom Vorwurf der Korruption frei.
Im Januar 2013 gab ein  Kassationsgericht in Kairo einem Berufungsantrag statt, wonach das Verfahren gegen Mubarak neu verhandelt wurde. Ebenfalls neu verhandelt wurden die Prozesse gegen den zu einer lebenslangen Haftstrafe verurteilten Innenminister Habib al-Adli sowie Mubaraks Söhne Alaa und Gamal und sechs ehemalige Verantwortliche der Sicherheitskräfte. Diese Entscheidung wurde sowohl von den Anhängern Mubaraks als auch von den Mubarak-Gegnern, die weiterhin die Todesstrafe forderten, gefeiert. Die islamistischen Muslimbrüder kommentierten das Urteil auf ihrer Internetseite mit den Worten, die „Tür für die Hinrichtung Mubaraks“ sei nun geöffnet – obwohl nach Angaben ägyptischer Juristen das Urteil in einem Berufungsverfahren (angeblich) selbst dann nicht härter als das erstinstanzliche ausfallen könne, wenn (auch) die Staatsanwaltschaft Berufung eingelegt hat. Mubarak drohe deshalb nicht die Todesstrafe.
Der neue Prozess gegen Mubarak begann am 13. April 2013 in Kairo. Wenige Minuten nach Beginn wurde die Verhandlung abgebrochen, da sich der vorsitzende Richter für befangen erklärte und den Fall zurück an das Berufungsgericht verwies.
Am 21. August 2013 ordnete ein ägyptisches Strafgericht an, den länger als zwei Jahre in Untersuchungshaft befindlichen Mubarak aus der Haft zu entlassen. Einen Tag später wurde er in ein ägyptisches Militärkrankenhaus überführt, wo er unter Hausarrest gestellt werden soll.
Am 21. Mai 2014 wurde Mubarak wegen Veruntreuung zu drei Jahren Haft verurteilt. Nachdem bereits im November 2014 ein Verfahren wegen des Todes von mehr als 800 Demonstranten während der Proteste im Frühjahr 2011 eingestellt worden war, wurde im Januar 2015 die im Mai 2014 verhängte Haftstrafe wegen Korruption aufgehoben. Am 9. Mai 2015 wurde die Haftstrafe wegen Korruption von einem Gericht in Kairo bestätigt.

### Privates
Mubarak und seine Frau Suzanne Thabet haben zwei Söhne (Alaa Mubarak und Gamal Mubarak). Gamal Mubarak wurde bis zuletzt als Nachfolger seines Vaters im Amt des ägyptischen Präsidenten gehandelt. Diese Aussicht zerschlug sich mit dem Sturz Husni Mubaraks.
Nach seiner Flucht per Hubschrauber aus Kairo am 12. Februar 2011 war der Aufenthaltsort Husni Mubaraks zwischenzeitlich unbekannt. Auch über seinen Gesundheitszustand wurde spekuliert. Wie sich später herausstellte, hatte sich der vermeintlich schwerkranke Mubarak nach Scharm El-Scheich in eine Privatvilla zurückgezogen. Nachdem er im April 2011 in Untersuchungshaft genommen worden war, erlitt er während einer Befragung am 12. April einen Herzinfarkt und musste in eine Klinik eingeliefert werden. Am 17. Juli 2011 fiel er nach Angaben seines Anwalts in ein Koma. Zum Prozessauftakt in Kairo im August 2011 wurde Mubarak in einem Krankenbett liegend in den Gerichtssaal gerollt.
Nach seiner Verurteilung wurde Mubarak auf die medizinische Station des Gefängnisses Tora in der Nähe von Kairo verlegt. Am 11. Juni 2012 erlitt Mubarak nach Angaben aus Medizinerkreisen einen Herzanfall. Auch verweigerte er die Nahrungsaufnahme. Sein Zustand verbesserte sich jedoch im Juli 2012, sodass eine intensivmedizinische Betreuung nicht mehr notwendig war.
Im Januar 2020 musste sich Mubarak einer Operation unterziehen und befand sich anschließend auf einer Intensivstation. Am 25. Februar 2020 starb er 91-jährig in Kairo.

## Filme
- Pharao im heutigen Ägypten – Husni Mubarak 60-minütige Filmdokumentation von Jihan El-Tahri (Frankreich 2012)

## Ehrung
Die kommunistische Partei Chinas würdigte ihn als Alten Freund des chinesischen Volkes.